# ハンス・ジンメル

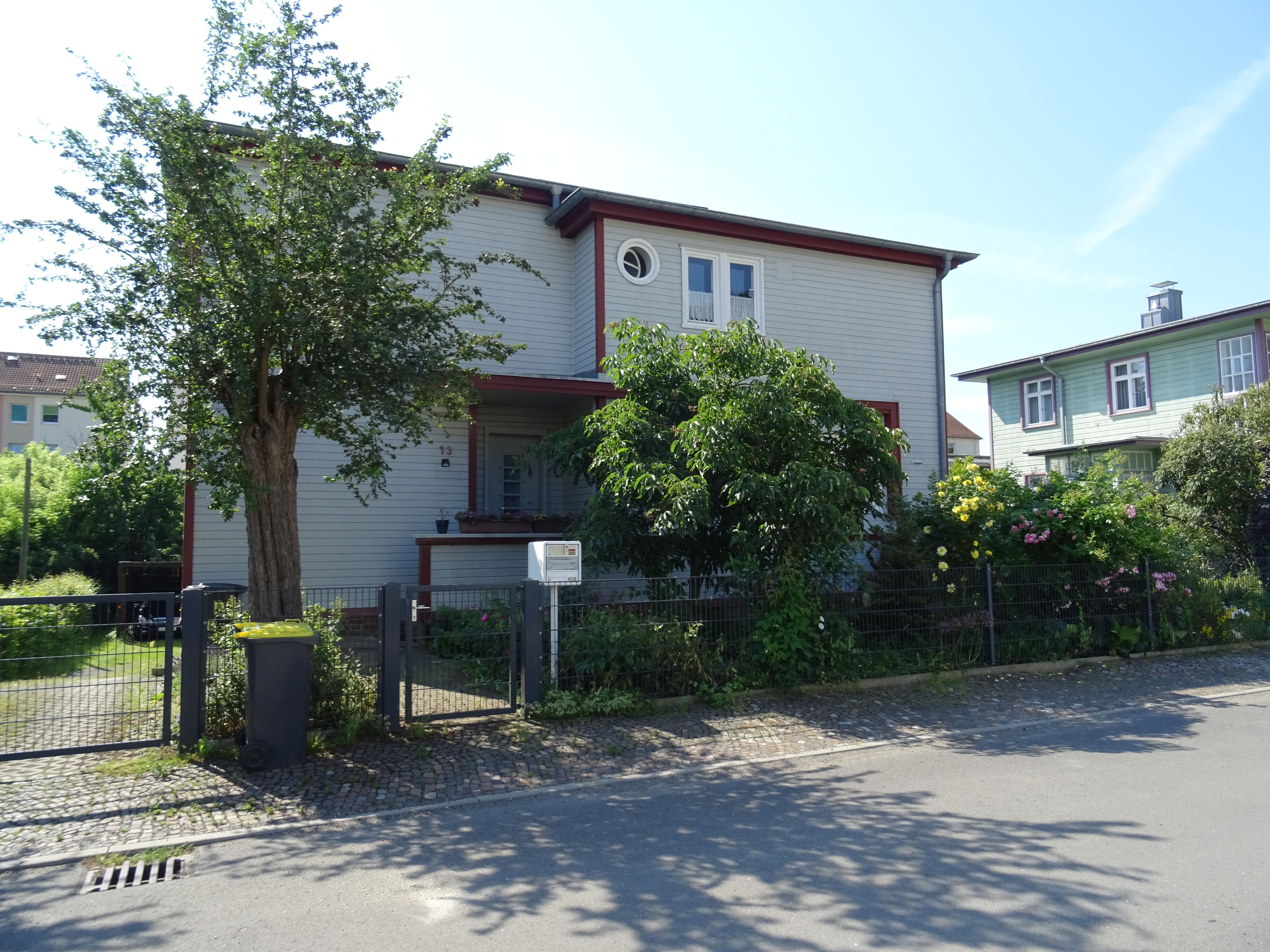
ゲーラのジンメル邸 by Schoder

ハンス・オイゲン・ジンメル（Hans Eugen Simmel、1891年4月6日 - 1943年8月23日）はドイツ生まれの医師で、大学教授。ドイツの社会学者で哲学者のゲオルク・ジンメルの息子である。

## 生涯
ハンス・ジンメルは、ドイツの社会学者で哲学者のゲオルク・ジンメルとその妻ゲルトルート・ジンメルの息子である。
彼は、1908年にベルリンのカイザー・フリードリヒ・ギムナジウムを卒業後に医学を志し、ベルリン大学、ヴュルツブルク大学、ミュンヘン大学へと進んだ。
1913年にベルリンで医師国家試験に合格し、その翌年の1914年にベルリン大学で博士号を取得し医師免許を取得した。1914年にはハイデルベルク大学薬理学研究所で短期間助手を務め、その後、第一次世界大戦中は衛生部隊として従軍した。
1919年から1920年まで、ジンメルはイェーナ大学病理学研究所の助手として働き、その後イェーナ医科大学総合病院に勤務し、1923年に教授資格を取得した。1925年から1933年まで、ジンメルはイェーナ大学で非常勤の内科教授を務めた。
ジンメルは1928年から1933年まで、ゲラ市立病院の内科主治医を務めた。1928年から1929年にかけて、ティロ・ショーダーの設計によるノイエ・ザッハリッヒカイト様式の木造住宅をテューリンゲン州ゲーラのフォルレルスドルファー通り13番地 ( 独: Vollersdorfer Straße 13 ) に建設し住居兼診療所とした。この建物は現在は登録建造物となっている。
彼はドイツ民主党 ( DDP ) の党員であったが、1930年に同党が『ドイツ国家党』に改名して右傾化した際に離党した。
ジンメルはプロテスタントの洗礼を受けたが、ユダヤ系であった。ゲラへの移住当初から、特にフリッツ・ザウケルがテューリンゲン州首相となった1932年8月以降は、ナチ党の新聞による反ユダヤ主義的な憎悪キャンペーンにさらされるようになった。ナチスが政権を握ると、1933年に解雇され、短期間逮捕された。さらに、専門職公務員法により教員免許が取り消された。1938年に医師免許が取り消されるまで、シュトゥットガルトで個人開業していた。
1938年11月の水晶の夜の後、ジンメルはダッハウ強制収容所に収監された。1939年、スイスを経由してイギリスに脱出した。1940年に彼は米国に移住し、最初はシカゴの病理学研究所で働き、1941年にオハイオ州ウォーレンの病院の研究室の管理を引き継ぐことができた。彼は1943年にコロラドスプリングス滞在中に亡くなり、後に未亡人とともに同地のエバーグリーン墓地 ( 独: Evergreen Cemetery beigesetzt ) に埋葬された。
ジンメルは医師のエルゼ ( 独: Else 1895年 - 1964年 )と結婚していた。エルゼの旧姓ラップは ( 独: Rapp ) である。彼の4人の子供には、ドイツ系アメリカ人の心理学者マリアンヌ・レオノール・ジンメル (1923年 - 2010年 ) がいる。

## 顕彰
- ハンス・ジンメルを称えて、1991年3月1日にゲーラ市内にプロフェッサー・ジンメル通りが命名された[8]。
- 1920年建設で現在のヴァルト・クリニクム・ゲーラ ( 独: Wald-Klinikums Gera ) の歴史的本館建物が「ハウス・ジンメル」と命名された。
- 2008年10月7日、ヴァルト・クリニクム・ゲーラにハンス・ジンメルの追悼記念碑が設置された。2014年に病院敷地内で移設され、2022年にはユダヤ系女性研修医エルナ・フィリップ ( 独: Erna Philipp 1900年 – 1994年 ) 後にオットー・クラヤー（ドイツ語版）の妻となる人物の記念碑が追加された[6][9][10]。

## 著作等
- Über Anaphylaxie und primäre Serumgiftigkeit. Dissertation Universität Berlin 1914.
- Über die Atresie der großen Gallenwege als echte Missbildung. In: Zentralblatt für allgemeine Pathologie, Bd. 32 (1922), S. 593–598.
- Die osmotische Resistenz der Erythrocyten. In: Deutsches Archiv für klinische Medizin, Bd. 142 (1923), S. 252–265 (= Habilitationsschrift Universität Jena).
- Untersuchungen an jungen Erythrocyten. In: Folia haematologica, Bd. 32 (1926), S. 97–101.
- Wirkliche und scheinbare Vererbung von Krankheiten (= Wissenschaft und Bildung, Bd. 271). Quelle & Meyer, Leipzig 1931.
- Auszüge aus den Lebenserinnerungen. In: Hannes Böhringer/Karlfried Gründer (Hrsg.): Ästhetik und Soziologie um die Jahrhundertwende. Georg Simmel (= Studien zur Philosophie und Literatur des neunzehnten Jahrhunderts, Bd. 27). Klostermann, Frankfurt/M. 1976, S. 247–268, ISBN 3-465-01107-4 (= Erinnerungen an seinen Vater Georg Simmel).